# Hyalella neveulemairei
Hyalella neveulemairei is een vlokreeftensoort uit de familie van de Hyalellidae. De wetenschappelijke naam van de soort is voor het eerst geldig gepubliceerd in 1904 door Chevreux.